# Predeal, Prahova
Predeal (mai vechi, Predești Moșneni) este satul de reședință al comunei Predeal-Sărari din județul Prahova, Muntenia, România.
Așezarea este atestată documentar în 1611.